# Arsinoe IV
Arsinoë IV (tiếng Hy Lạp: Ἀρσινόη, khoảng từ 65 đến 58–41 TCN) là con gái út của Ptolemaios XII, em gái cùng cha khác mẹ của Nữ vương Cleopatra VII, chị gái của Ptolemaios XIII, đồng thời cũng là Nữ vương cai trị Ai Cập từ 48-47 TCN.

## Lịch sử
Khi Ptolemaios XII mất năm 51 TCN, ông đã để lại ngai vàng cho Ptolemaios XIII và Cleopatra VII cùng cai trị Ai Cập, nhưng Ptolemaios XIII đã sớm truất ngôi Cleopatra VII và buộc bà phải rời khỏi Alexandria. Khi Julius Caesar đến Alexandria năm 48 TCN và đứng về phe của Cleopatra, Arsinoë đã chạy trốn khỏi thủ đô Alexandria cùng với cố vấn của bà và hoạn quan Ganymedes,và sau đó nhanh chóng tập hợp đội quân dưới sự chỉ huy của Achillas bao vây Alexandria. Dưới cái cớ là muốn hòa bình, họ đã đàm phán với Caesar để trao đổi Arsinoe với Ptolemaios XIII. Tuy nhiên, Ptolemaios vẫn tiếp tục chiến đấu cho đến khi quân tiếp tế La Mã đến và giáng xuống phe phái của ông một thất bại nặng nề.
Sau thất bại của Arsinoë và Ptolemaios XIII, Arsinoë bị áp giải đến Roma. Dù có người La Mã có một phong tục là bóp cổ những tù nhân bại trận đến chết trong lễ mừng chiến thắng, nhưng Caesar đã cung cấp cho Arsinoë một chỗ ở tại Đền Artemis ở Ephesus. Arsinoë sống trong ngôi đền được vài năm, và luôn luôn đề phòng người chị cùng cha khác mẹ Cleopatra của mình, người mà luôn xem Arsinoë như một mối đe doạ đối với quyền lực của mình. Năm 41 BC, bị Cleopatra xúi giục, Mark Antony đã ra lệnh ám sát Arsinoë và để lại cái xác của bà trên những bậc thang ngôi đền, đây được xem là một điều thô bạo đối với một nơi tôn nghiêm như ngôi đền và đã sỉ nhục La Mã.

## Lăng mộ tại Ephesus
Trong những năm 1990 ý tưởng đài tưởng niệm Arsinoë hình bát giác đặt tại trung tâm Ephesus được đề xuất bởi Hilke Thür thuộc Viện hàn lâm Khoa học Áo. Dù không có câu viết nào được khắc trên ngôi mộ chính của bà tại Ephesus, nó được đoán là đã được xây dựng từ khoảng 50 và 20 TCN. Năm 1926 một thi thể của một người phụ nữ được ước lượng vào khoảng chừng 15–20 tuổi được tìm thấy trong một căn phòng trong ngôi mộ.